# Krapivnaja
Krapivnaja (Russisch: Крапивная; "brandnetel") is een formeel opgeheven maar nog wel bewoonde plaats in het district Oest-Kamtsjatski van de Russische kraj Kamtsjatka. De plaats ligt op iets van de westoever van een meander van de rivier de Kamtsjatka, op 31 kilometer ten zuidwesten van Kozyrjovsk en 75 kilometer ten oosten van de Esso en was vernoemd naar de gelijknamige rivier Krapivnaja, die iets noordelijker in de Kamtsjatka stroomt. Momenteel staat de enige straat van de plaats (oelitsa Krapivnaja) geregistreerd als onderdeel van de plaats Kozyrjovsk, waarmee het door een weg is verbonden.
De plaats ontstond in 1930 door de collectivisatie en vormde een punt waar Eveense nomaden werden gedwongen om zich er permanent te vestigen. Het dorp was gebouwd door Russen en werd opgezet als distributiepunt voor goederen die aankwamen vanuit de handelshaven Oest-Kamtsjatsk en moesten worden getransporteerd naar het district Bystrinski. Het vaarseizoen was echter kort en toen de autoweg tussen Petropavlovsk-Kamtsjatski en Esso werd opengesteld, werden de goederen naar de haven van Petropavlovsk-Kamtsjatski gebracht en vandaar over de weg naar het district gestuurd, wat tot gevolg had dat het belang van Krapivnaja sterk verminderde. In de jaren 70 woonden er nog 120 mensen en werd er een bosdivisie van het bosbouwbedrijf van Kozyrjovsk opgezet, die echter al snel weer sloot. Daarop raakte de bevolking van de plaats in een zware depressie wat tot uiting kwam in hartaanvallen, mensen die in dronken toestand in de rivier vielen en verdronken en mensen die tijdens de jacht willekeurig werden doodgeschoten. De plaats liep leeg, maar een aantal ouderen (in 2006 ongeveer 20) weigerde te vertrekken en woont er nog steeds. Een aantal van hen is nog altijd actief in de bosbouw. In de zomer is de plaats opengesteld voor toeristen.